# Morschach
Morschach – miejscowość i gmina w Szwajcarii, w kantonie Schwyz, w okręgu Schwyz. Leży nad Jeziorem Czterech Kantonów.

## Demografia
W Morschach mieszka 1 200 osób. W 2021 roku 23,5% populacji gminy stanowiły osoby urodzone poza Szwajcarią. 

## Transport
Przez teren gminy przebiegają drogi główne nr 2 i nr 370.